# Nant (Mont-Vully)
Nant (toponimo francese) è una frazione di 231 abitanti del comune svizzero di Mont-Vully, nel Canton Friburgo (distretto di Lac).

## Storia
Formata dai villaggi di Nant-Dessous e Nant-Dessus, nel 1850 è stata unita alle altre località di Chaumont, Praz e Sugiez, chiamate collettivamente fino al 1831 Commune générale des quatre villages de La Rivière, per formare il comune di Vully-le-Bas (dal 1977 Bas-Vully), il quale a sua volta il 1º gennaio 2016 è stato accorpato all'altro comune soppresso di Haut-Vully per formare il nuovo comune di Mont-Vully, del quale Nant è il capoluogo.